# Petru Pogonat
Petru Pogonat (n. 23 ianuarie 1880, Bârlad, Tutova, România – d. 2 ianuarie 1957) a fost un jurist și om politic român, care a îndeplinit funcția de primar al municipiului Iași în august 1921. 

## Biografie
Petru Pogonat s-a născut în anul 1880, în orașul Bârlad. A urmat cursurile Facultatea de Drept a Universității din București și studii de doctorat la Facultatea de Științe Juridice din Paris, pe care le-a absolvit în 1909. A devenit apoi profesor al Facultății de Drept a Universității din Iași.
În martie 1938 a fost ales președinte al baroului de avocați din Iași și a fost reales în unanimitate în funcție în aprilie 1938. În 1937, el a condus din această poziție comisia locală care s-a ocupat cu verificarea și îndepărtarea din organizație a multor avocați evrei, ca parte a unei acțiuni mai largi de „românizare” a barourilor de avocați din țară. Într-o cuvântare rostită în fața congresului avocaților din 1937, Pogonat a afirmat că „încetățenirea străinilor le-a dat dreptul să intre și în barou cu o viteză uimitoare și în toate funcțiunile vieții noastre economice și de stat”. El a afirmat că, pentru a apăra „existența noastră națională”,  „nu mai este voie să intre nimeni în barou, baroul trebuie să fie național”.
Intrat în politică din partea Partidului Poporului, Petru Pogonat a fost numit prefect al județului Iași în anul 1920, apoi primar al municipiului Iași în august 1921, iar ulterior a ajuns vicepreședinte al Camerei Deputaților.
În ultimii ani de viață s-a călugărit la Mănăstirea Neamț, obținând titlul onorific de protosinghel. A fost deținut în temnițele comuniste, încetând din viață la data de 2 ianuarie 1957.
Petru Pogonat a fost bunicul actriței Margareta Pogonat.